# 광주동신고등학교
광주동신고등학교(光州東新高等學校)는 대한민국 광주광역시 북구 풍향동에 위치한 사립 고등학교이다.

## 학교 연혁
- 1966년 4월 23일 : 학교법인 동강학원 설립인가, 설립자 이장우 이사장 취임
- 1966년 11월 17일 : 광주동신 중(18학급)·고등학교(6학급) 설립인가(총 18학급)
- 1967년 2월 28일 : 본관 준공(2,881.01m2)
- 1967년 3월 1일 : 제1대 박형렬 교장 취임
- 1967년 3월 3일 : 창립, 제1회 입학식(128명)
- 1967년 4월 8일 : 서관 준공(2,306.12m2)
- 1967년 4월 23일 : 개교 기념식
- 1967년 6월 8일 : 특별관 준공(1,461.14m2)
- 1967년 10월 5일 : 교명 및 학급증설 인가/광주동신종합고등학교(12학급)
- 1970년 2월 4일 : 제1회 졸업식(107명)
- 1970년 12월 10일 : 전남상고 폐교에 따라 본교 편입학 허가(2학급 118명) 및 학급증설 인가(24학급)
- 1972년 1월 15일 : 교명변경 인가, 교명 광주동신고등학교
- 1984년 4월 19일 : 생활관 준공(1,248.15m2)
- 2009년 6월 30일 : 체육관(장원관) 준공(1,318m2)
- 2012년 2월 3일 : 신관 준공(3층 593m2)
- 2012년 11월 8일 : 김필식 이사장 취임
- 2022년 2월 28일 : 교육환경개선 사업 - 학점제 교실 공간 재구성(교실시설 현대화)
- 2022년 9월 1일 : 제21대 한래진 교장 취임
- 2025년 1월 24일 : 제56회 졸업식(196명, 누계 23,442명)
- 2025년 3월 4일 : 2025학년도 제 59회 입학식(신입생 8학급 200명)

## 참고 자료
- 광주동신고등학교 - 한국교육학술정보원 학교알리미